# Val de Loire (IGP)
| Daten                                     | Daten                                         |
| ----------------------------------------- | --------------------------------------------- |
| Weinbaugebiet:                            | Loire                                         |
| Land:                                     | Frankreich                                    |
| Weinbau seit:                             | ca. 5. Jahrhundert belegt                     |
| Fläche:                                   | > 70.000 Hektar im Jahr 2002                  |
| Produktion:                               | ca. 2,54 Mio. Hektoliter Qualitätswein (2002) |
| Anteil Qualitätswein:                     | > 70 %                                        |
| Karte                                     |                                               |
| Weinbaugebiet Loire innerhalb Frankreichs |                                               |

Die Weinanbauregion Val de Loire fasst mehrere Weinanbaugebiete zusammen. Als gemeinsamer Nenner gilt dabei, dass diese Gebiete am Fluss Loire sowie an etwa zehn ihrer Nebenflüsse liegen. Des Weiteren sorgt die für französische Verhältnisse nördliche Lage generell für frische, leichte und delikate Weine.
Die Produktpalette umfasst dabei trockene und halbtrockene Weißweine, weiße Dessertweine, leichte Rotweine, Schaumweine und Roséwein. Auf einer Länge von 1000 km (von Roanne in der Nähe der Stadt Lyon bis Nantes und Saint-Nazaire) werden ca. 70.000 Hektar Rebflächen bewirtschaftet. Hier entstehen im Bereich der Qualitätsweine jährlich ca. 1.400.000 hl Weißwein und 1.140.000 hl Rot- und Roséwein. Diese Menge entspricht ca. 10 % der französischen Weinproduktion.
Innerhalb dieses Gebiets werden nicht weniger als 32 Herkunftsbezeichnungen der Kategorie Appellation d’Origine Contrôlée (kurz AOC) und 15 Vin Délimité de Qualité Supérieur (kurz VDQS) Weine zusammengefasst. Hinzu kommen noch fast 40 verschiedene Vin de Pays. Der Erfolg des Crémant de Loire führte dazu, dass die Loire zum zweitbedeutendsten Schaumweinerzeuger nach der Champagne aufstieg.
Da diese Fülle an Varianten nicht generell unter einem Oberbegriff zusammengefasst werden kann, wurden Subregionen mit eigenen charakteristischen Zügen definiert. Es handelt sich dabei um die untenstehend näher beschriebenen Regionen Anjou-Saumur, Pays Nantais und Touraine. Daneben gibt es noch deutlich abseits gelegene Weinbaugebiete, die unter der Region Cœur-de-France oder Centre gruppiert sind.

## Geschichte
Mit Ausnahme einiger Rebflächen im Pays Nantais, die bereits von den Römern angelegt wurden, beginnt die Geschichte des Weinbaus an der Loire im 5. Jahrhundert. Die großen Klöster der Region legten systematisch Rebflächen an. Sidonius Appolinaris erwähnte in einem Brief aus dem Jahr 469 die Weinberge des keltischen Stamms der Arverner, die von der Auvergne bis zur Loire vorgedrungen waren. Gregor von Tours beschrieb in seinem Werk Geschichte der Franken ebenfalls häufig den Weinbau an der Loire. Er berichtete auch über die oftmals erfolgreichen Übergriffe der Bretonen auf die Weinberge oder aber auf die Traubenernten der Gegend um die Stadt Nantes. Während annähernd 500 Jahren entwickelte sich der Weinbau stetig und der gesicherte Transport auf dem Wasserweg bescherte dem Gebiet auch Absatzmärkte außerhalb der Region.
Mit der Krönung des Herzogs von Anjou Heinrich II. Plantagenet zum König von England am 19. Dezember 1154 begann eine fast 900 Jahre dauernde Beziehung zwischen dem Loire-Wein und den französischen und englischen Höfen sowie Adelsfamilien. Diese enge Beziehung führte dazu, dass sich der Loire-Wein in ganz Europa eines guten Rufs erfreute. Dieser gute Ruf sorgte für gute Geschäfte und ermöglichte den Winzern auch Investitionen in eine noch bessere Qualität. Ab dem 15. Jahrhundert begann man beispielsweise, die Weinberge mit neuen und vor allem besseren Rebsorten wie dem Cabernet Franc zu bepflanzen.

## Geografie und Klima

### Geografie
Zwischen dem Massif Central und dem Massif Armoricain hat sich die Loire ihren Weg durch das Pariser Becken gesucht.

### Klima
Die Rebflächen des Anbaugebiets Loire liegen an der nördlichen Grenze des zuverlässigen Anbaus von Wein in Frankreich. Milde und feuchte Luft vom Atlantik strömt weit ins Landesinnere. Darüber hinaus sorgen die Loire und ihre Nebenflüsse für ein günstiges Mesoklima aufgrund der ausgleichenden Wirkung des Wassers. Trotz des zuverlässigen Charakters des Klimas ist der jahrgangsabhängige Einfluss insbesondere bei den Rotweinen und den süßen Weinen sowohl in Hinblick auf Menge als auch Qualität erheblich. Das insgesamt eher kühle Klima sorgt generell, wie zum Beispiel bei Sancerre, für Weine mit einer kräftigen Säure und liefert somit ausreichende Mengen von Grundwein für die Schaumwein-Herstellung.
Mit zunehmender Entfernung vom Meer wird das Klima deutlich kontinentaler. Generell besteht im Frühjahr bis in den Monat Mai die Gefahr von Spätfrösten. Im Jahr 1991 vernichtete der Spätfrost ca. 70 % der Ernte. Die Niederschlagsmenge zwischen März und August ist mit mittleren Werten von 45–57 mm/Monat eher gering. Während dieser Zeit fällt der Niederschlag meist in Form von kurzen und heftigen Gewitterschauern. Insbesondere im August und September kann es dadurch zu Schäden durch Fäulnis kommen.

## Rebsorten
Die weißen Weine der Weinbaugebiete Coteaux du Layon, Montlouis-sur-Loire, Savennières und Vouvray werden allesamt aus der Rebsorte Chenin Blanc gekeltert. In ihrer Jugend verfügen die Weine über ein kräftiges Säuregerüst und können sich daher einige Jahre in der Flasche entwickeln. Die aktuell sehr populäre Sorte Sauvignon Blanc ist Basis der weißen Weine von Sancerre, Pouilly-Fumé und Menetou-Salon. Diese Weine verfügen anfangs über ein ausgeprägtes Cassis-Aroma (schwarze Johannisbeere). Einige Hersteller experimentieren mit einem Ausbau dieser Weine im kleinen Holzfass, um ihnen etwas von ihrer aggressiven Säure zu nehmen und die Weine runder und voller zu gestalten. Die jung zu trinkenden Muscadet-Weine werden aus der Rebsorte Melon de Bourgogne gekeltert und passen hervorragend zu Gerichten mit Fisch und Meeresfrüchten.
Die roten Weine von Saumur, Chinon und Bourgueil beziehen ihren fruchtig samtigen Charakter von der Rebsorte Cabernet Franc. Weitere häufig angebaute rote Rebsorten sind Gamay, Pinot Noir und Malbec. Letztere wird an der Loire häufig Côt genannt.
Lokale Spezialitäten werden aus den unbekannten Rebsorten Grolleau, Grolleau Gris, Tressalier, Romorantin sowie Pineau d’Aunis hergestellt.
Aufgrund ihrer nördlichen Lage war das Gebiet der Loire in Frankreich ein Zentrum bei der Neuzüchtung von Rebsorten. Die Anstrengungen konzentrierten sich ab der Mitte des 19. Jahrhunderts auf die Erzielung von dunkelfarbigen Rotweinen mittels Färbertrauben wie zum Beispiel den Sorten Gamay de Bouze oder Gamay de Chaudenay oder aber auf das Finden früh reifender Rebsorten wie dem Muskat-Ottonel.

## Weinbaugebiet Loire
Das Weinbaugebiet Loire ist nach dem Bordelais die zweitgrößte Weinbauregion Frankreichs. Die Weinbauflächen verteilen sich entlang der Loire auf einigen hundert Kilometern. Trotz dieser Heterogenität gehören einige Weine einer Appellation an, die sich geographisch über das gesamte Weinbaugebiet erstreckt:
- Appellation Crémant de Loire, ein Schaumwein der im gesamten Gebiet der Loire innerhalb zugelassener Flächen hergestellt werden darf.
- Appellation Rosé de Loire, ein Roséwein, der in der Vergangenheit viel zum schlechten Ruf des Loireweins beigetragen hat.

Der Landwein Vin de Pays du Jardin de la France ist ebenfalls überregional aufgestellt und gilt exklusiv für sortenreine Weine einer Rebsorte.

### Region Anjou-Saumur
Die Region Anjou-Saumur verfügt über eine Rebfläche von ca. 14.800 Hektar. Die durchschnittliche Produktionsmenge eines Jahres liegt bei 670.000 hl. Das Gebiet zwischen den Regionen Pays Nantais und Touraine liegt innerhalb des Départements Maine-et-Loire sowie im Norden des Départements Vienne und Deux-Sèvres zwischen den Städten Saumur, Angers, Ancenis und Thouars. Ende des 19. Jahrhunderts betrug die bestockte Fläche 31.000 Hektar. Durch den Befall der Reblaus wurde der Bestand nahezu vollständig zerstört. Seit den 1960er Jahren hat sich der Rebbestand weitgehend stabilisiert.

#### Anjou
- Appellation Anjou für Weiß- und Rotweine (Anjou, Anjou-gamay, Anjou-villages, Cabernet d’Anjou (rosé)). Die Region Anjou liegt in der Nähe der Stadt Angers und ist international eher für den aus Cabernet Franc hergestellten Rosé d’Anjou oder Cabernet d’Anjou bekannt. Dieser häufig restsüße Wein war in vielen Jahrgängen von schlechter Qualität und hatte lange Zeit eine Qualitätsbewegung in der Region verhindert. Fortschritte gab es hingegen bei den aus Chenin Blanc (hier häufig Pineau de la Loire oder Franc blanc genannt) hergestellten Weißweinen und bei den oftmals aus Gamay hergestellten Rotweine. Gute Qualitäten werden in der Regel unter der Appellation Anjou-Villages angeboten.
- Appellation Bonnezeaux, süße Weißweine
- Appellation Chaume, weißer Dessertwein
- Appellation Coteaux-de-l’Aubance, weißer Dessertwein
- Appellation Coteaux-du-Layon, weißer Dessertwein
- Appellation Coteaux-de-la-Loire
- Appellation Quarts-de-Chaume, weißer Dessertwein
- Appellation Savennières, trockene Weißweine
- Appellation Vins du Thouarsais

#### Saumur
Die Gegend um Saumur ist nach der Champagne und der Appellation Crémant d’Alsace die bedeutendste Schaumweinregion Frankreichs. Jährlich verlassen fast 12 Millionen Flaschen die Weinkeller unter der Bezeichnung Saumur Mousseux. Während der Champagner aus den Rebsorten Chardonnay, Pinot noir und Pinot Meunier hergestellt wird, ist der Schaumwein der Loire ein Erzeugnis aus der Sorte Chenin Blanc und unterscheidet sich somit deutlich von anderen Schaumweinerzeugnissen Frankreichs. Die Rotweine, die unter dem Appellationsnamen Saumur-Champigny angeboten werden, sind von leichter und angenehmer Art und ähneln den Weinen aus St-Nicolas-de-Bourgueil.
- Appellation Coteaux-de-Saumur
- Appellation Saumur
- Appellation Saumur-Champigny

### Region Pays Nantais
Die Region Pays Nantais erstreckt sich südlich und östlich von Nantes, in Küstennähe des Atlantischen Ozeans bis nach Ancenis, im südlichen Teil des Département Loire-Atlantique. Einige Teilbereiche liegen im Département Vendée. Rebfläche: ca. 16.000 Hektar.
- Appellation Coteaux d’Ancenis, (VDQS seit 1954)
- Appellation Fiefs Vendéens, (VDQS seit 1984)
- Appellation Gros Plant du Pays Nantais, Weißwein, (VDQS seit 1954)
- Appellationen Muscadet, Muscadet Sèvre et Maine, Muscadet-Côtes de Grandlieu und Muscadet-Coteaux de la Loire, Weißwein, AOC. Die Region des Muscadet liegt halbkreisförmig um das südliche Nantes. Infolge heftiger Winterfröste im Jahr 1709 wurde die recht winterfeste Rebsorte Melon de Bourgogne mehrheitlich angepflanzt. Wichtigster Abnehmer jener Zeit waren holländische Weinhändler, die die Weine der Region als Grundwein des sogenannten brandewijn nutzten. Trotz einer gewissen Namensähnlichkeit hat der Muscadet nichts mit Weinen der Muskateller-Familie zu tun. Der Wein ist im Gegenteil neutral und frisch gehalten und gilt als guter Essensbegleiter zu Fischgerichten. Die Weißweine der kleineren Appellationen Muscadet Sèvre et Maine, Muscadet-Côtes de Grandlieu und Muscadet-Coteaux de la Loire werden häufig unter der Bezeichnung sur lie angeboten. Hierbei werden die Weine länger auf der Hefe belassen und gewinnen dadurch an Fülle und Frische. Da die Weine ungefiltert abgefüllt werden, kann es zur Bildung eines Depots kommen. Dieses Depot ist kein Weinfehler, sondern eine natürliche Konsequenz des etwas aufwändigeren Herstellungsverfahrens.

### Region Touraine
Die Region erstreckt sich von Saumur bis Orléans über sechs Départements: Indre, Indre-et-Loire, Loir-et-Cher, Loiret, Sarthe und Vienne. Rebfläche: 13.000 Hektar. Etwas abseits liegt die Appellation Haut-Poitou nördlich der Stadt Poitiers und südwestlich von Châtellerault.
Das Gebiet um Chinon, Bourgueil und St-Nicolas-de-Bourgueil ist für die Rotweine aus der Rebsorte Cabernet Franc bekannt. Diese Rebsorte wird hier häufig Breton genannt. Der vollste Rotwein dieser drei Appellationen kommt in der Regel aus Chinon, während die Weine von Bourgueil über eine bessere Struktur aufgrund eines höheren Tanningehalts verfügen. Die leichtesten Weine dieser Region kommen aus dem benachbarten St-Nicolas-de-Bourgueil. Aufgrund ihres fruchtigen Charakters können die Weine aller 3 Appellationen im Sommer gekühlt genossen werden.
- Appellation Bourgueil AOC
- Appellation Chinon AOC
- Appellation Cheverny AOC
- Appellation Coteaux du Loir AOC
- Appellation Coteaux-du-Vendômois, (VDQS seit 1968)
- Appellation Cour-Cheverny AOC
- Appellation Haut-Poitou, (VDQS seit 1970)
- Appellation Jasnières AOC
- Appellation Montlouis-sur-Loire AOC
- Appellation Saint-Nicolas-de-Bourgueil AOC
- Appellation Touraine
- Appellation Touraine-Amboise
- Appellation Touraine-Azay-le-Rideau
- Appellation Touraine-Mesland
- Appellation Valençay (VDQS)
- Appellation Vouvray AOC
- Appellation Vins de l’Orléanais (VDQS)

### Region Cœur-de-France oder Centre
Cœur-de-France ist eine stark zergliederte Weinbauregion im Norden des Massif Central, die sich über folgende Départements erstreckt: Allier (südlich der Stadt Moulins), Cher, Indre, Loire (östlich der Loire bei Roanne, Loiret, Nièvre sowie Puy-de-Dôme (bei Clermont-Ferrand)).
- Appellation Châteaumeillant (AOC seit 2010)
- Appellation Côte Roannaise im Département Loire, (AOC seit 1994)
- Appellation Coteaux du Giennois (AOC)
- Appellation Côtes d’Auvergne im Département Puy-de-Dôme, (VDQS seit 1977)
- Appellation Côtes du Forez im Département Loire, (AOC seit 2000)
- Appellation Menetou-Salon (AOC)
- Appellation Pouilly-Fumé (AOC)
- Appellation Pouilly-sur-Loire
- Appellation Quincy (AOC)
- Appellation Reuilly (AOC)
- Appellation Saint-Pourçain im Département Allier, (AOC seit 2009)
- Appellation Sancerre (AOC)